# Corvallis, Montana
Corvallis är en ort i Ravalli County, Montana, USA.